# Stylochus exiguus
Stylochus exiguus är en plattmaskart som beskrevs av Libbie Henrietta Hyman 1953. Stylochus exiguus ingår i släktet Stylochus och familjen Stylochidae. Inga underarter finns listade i Catalogue of Life.